# Adine Riom
Adine Riom, née Alexandrine Louise Claudine Broband au Pellerin, en Loire-Inférieure, le 25 octobre 1818 et morte à Nantes le 28 août 1899, est une femme de lettres française. Elle a utilisé  les noms de plume Louise d'Isole et le comte de Saint-Jean.

## Biographie
Adine Broband est la fille de Louis Broband, garde du corps de Pauline Bonaparte, et de Jeanne Brillaud de Laujardière, et la petite-nièce de Joseph Fouché. Elle épouse le notaire nantais Alexandre Eugène Riom (de la famille du maire de Nantes Alfred Riom).
Elle se consacre à la poésie. Elle organise un salon littéraire, boulevard Delorme à Nantes, où se réunissent hommes de lettres et écrivains de la région. Joseph Rousse, Émile Péhant, Eugène Lambert, Eugène Manuel, Olivier Biou, Émile Oger, Émile Blin, Honoré Broutelle, Louis Tiercelin, Olivier de Gourcuff fréquentent son salon. En 1888, elle reçoit le poète québécois Louis Fréchette, lors de son séjour en France.
Elle publie, sous les noms de plume de Louise d'Isole et de Comte de Saint-Jean, plusieurs livres de poésie empreints de sentiments religieux ou patriotiques et remplis de souvenirs héroïques et de saintes légendes de la Bretagne.
Elle collabore à diverses revues dont : La Revue de Bretagne et de Vendée, La Revue de Paris, La Revue contemporaine et La Revue française.
Elle participe également à la rédaction d'une Anthologie des poètes bretons du XVIIe siècle publiée en 1884 à l'instigation de la Société des bibliophiles bretons et de l'histoire de Bretagne.

## Œuvres

### Romans
- Le serment, ou La Chapelle de Bethléem ; A. Guéraud, 1855 Lire en ligne sur Gallica
- Mobiles et zouaves bretons, 1871.
- Michel Marion, épisode de la guerre de l'indépendance bretonne, 1879. Ce roman historique fut encouragé par la Société d'encouragement au bien.

### Poésie, théâtre
- Oscar, poème, Nantes, 1850.
- Reflets de la lumière, Paris, Édouard Dentu & A. Guéraud, 1857 (lire en ligne sur Gallica).
- Flux et reflux, Paris, Édouard Dentu & A. Guéraud, 1859 (lire en ligne sur Gallica).
- Passion, 1864.
- Après l'amour  (préf. Eugène Loudun, sous le pseudonyme  Louise d'Isole), Paris, A. Lemerre, 1867 (lire en ligne sur Gallica).
- Merlin, Paris, A. Lemerre, 1872 (lire en ligne sur Gallica).
- Histoires et légendes bretonnes, 1873.
- Salomon et la reine de Saba, légende orientale, 1873.
- Fleurs du passé, 1880.
- Légendes bibliques et orientales, 1882.
- Les Adieux, poésies bretonnes. Préface d'Eugène Manuel ; A. Lemerre, 1895.
- Les Oiseaux des tournelles, comédie en prose et en 1 acte représentée au Troisième Théâtre Français.
- Les femmes poètes bretonnes : petite anthologie  (sous son pseudonyme Comte de Saint-Jean) (lire en ligne sur Gallica).
- Le Chêne, rêve signé Louise d’Isole ; Nantes, imprimerie Forest et Grimaud.

## Sources
- Émilien Maillard, Nantes et le département au XIXe siècle : littérateurs, savants, musiciens, & hommes distingués, 1891.